# Compagnia di San Giorgio

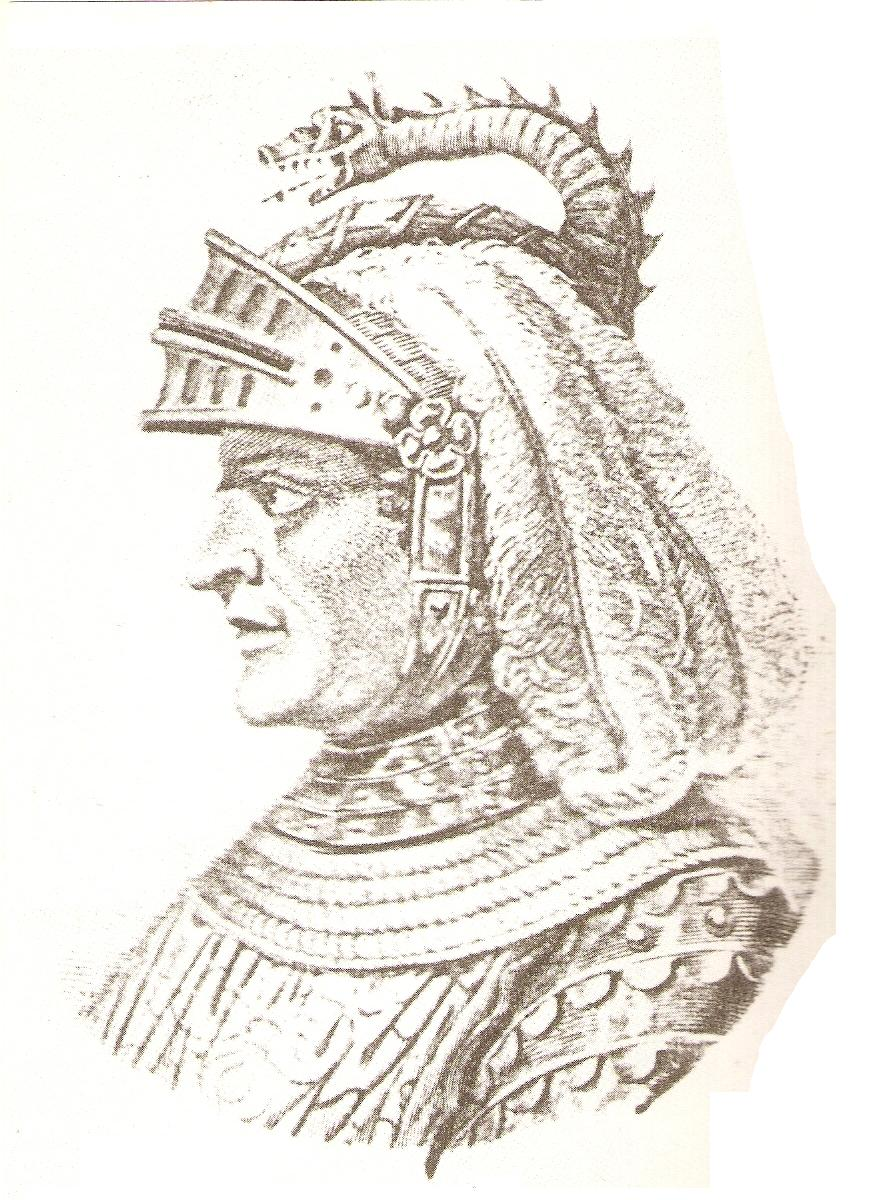
Alberico da Barbiano

Compagnia di San Giorgio est le nom donné à trois Compagnias di Ventura (compagnies de mercenaires) actives en Italie au XIVe siècle.

## Historique

### La premièreCompagnia di San Giorgiode Lodrisio Visconti (1339)
La première compagnie portant ce nom a été fondée en 1339 par Lodrisio Visconti à l'occasion de la bataille de Parabiago.
La compagnia du seigneur de Seprio, titre usurpé par Lodrisio, était composée de 6 500 hommes à la solde de Mastino II della Scala, seigneur de Vérone, et de Calcino Tornielli, seigneur de Novare. Elle comptait aussi les mercenaires allemands Konrad von Landau et Werner von Urslingen ainsi que des suisses.
La compagnie a été défaite par l'armée de la République ambrosienne milanaise guidée par Luchino Visconti, accusant la perte d'environ 4 500 éléments et dispersée. Le principal noyau reconstitué, mené par Vione Squilletti s'adonna au pillage occupant une zone située au sud de Milan correspondant au quartier actuel de Milan : Morivione (it). Le 24 avril 1339, Luchino Visconti leur livra bataille et leur défaite sigle la fin définitive. Leur chef est capturé et exécuté le jour même. C'est à partir de cet épisode qu'est issu le nom du quartier actuel : Qui morì Vione (« ici mourut Vione ») qui est devenu Morivione.

### La secondeCompagnia di San Giorgiod'Ambrogio Visconti (1365)
En 1365, un autre membre de la famille Visconti, Ambrogio, fils naturel de Barnabé, rassembla un groupe d'aventuriers qu'il appela Compagnia di San Giorgio ; cette compagnie se dispersa après une défaite sur le Tronto.
En 1372, Ambrogio reconstitua sa compagnie qui fut détruite à la suite d'un soulèvement paysan dans la région de Bergame, pendant lequel Ambrogio fut tué.

### La troisièmeCompagnia di San Giorgiod'Alberico da Barbiano (1377)
En 1377, Alberico da Barbiano constitua une compagnie d’élites composée uniquement d’éléments italiens qu’il appela « Compagnia di San Giorgio. »
Le groupe fut constitué de parents, d’adhérents et d’hommes dévoués qui inspiraient confiance, vu l'esprit de subordination, de discipline et d’ordre qui émanait de la compagnie.
Avec une telle troupe, le pape Urbain VI défit à la bataille de Marino (1379) l’armée de l’antipape Clément VII (constituée de Bretons).
Alberico fut fait chevalier du Saint-Siège et le pape lui remit un étendard sur lequel était écrite la devise : « L’Italie libérée des barbares. »
Par la suite, avec l’aide de Charles de Durazzo, il conquit le royaume de Naples au détriment de Louis d’Anjou, venu en Italie afin de le chasser. Il fut nommé « Grand Conestabile » du royaume de Naples.
La « Compagnia di San Giorgio » constitua un vivier de « condottieri » d’exception, parmi lesquels on peut citer Braccio da Montone et Muzio Attendolo Sforza.

## Sources
- (it) Cet article est partiellement ou en totalité issu de l’article de Wikipédia en italien intitulé « Compagnia di San Giorgio » (voir la liste des auteurs).